# Semifakultet
Inom matematiken betecknar semifakultet en funktion med vissa likheter med fakulteten. Den betecknas med !! (två utropstecken) och definieras för naturliga tal genom:
n!! = n · (n-2) · (n-4) · ... · 6 · 4 · 2 om n är jämnt
n!! = n · (n-2) · (n-4) · ... · 5 · 3 · 1 om n är udda.
Notera därmed att de två utropstecknen inte står för en upprepad fakultet.